# Liste der Monuments historiques in Belval-Bois-des-Dames
Die Liste der Monuments historiques in Belval-Bois-des-Dames führt die Monuments historiques in der französischen Gemeinde Belval-Bois-des-Dames auf.

## Liste der Immobilien
| Bezeichnung  | Beschreibung | Standort                  | Kennzeichnung | Schutzstatus | Datum | Bild           |
| ------------ | --- | ------------------------- | ------------- | ------------ | ----- | -------------- |
| Abtei Belval | Prämonstratenserkloster, um 1120 gegründet, 1790 aufgehoben; Abtshaus, 17. Jahrhundert, Konventsgebäude, 18. Jahrhundert | westlich des Ortes (Lage) | PA00078560    | Inscrit      | 1991  | weitere Bilder |